# Závišín (Zádub-Závišín)
Zádub (in tedesco Abaschin) è una frazione di Zádub-Závišín, comune ceco del distretto di Cheb, nella regione di Karlovy Vary.

## Geografia fisica
Il villaggio si trova a nord di Zádub-Závišín e per esso passa la strada II/230. Vi sono state registrate 46 abitazioni, nelle quali vivono 93 persone.
Il villaggio ricopre una superficie di 225,98 ha (equivalenti a circa 2,26 km²).
Altri comuni limitrofi sono Mariánské Lázně ed Hörgassing ad ovest, Sítiny a nord, Rájov, Služetín, Horní Kramolí e Číhaná ad est e Zádub, Vlkovice, Stanoviště, Ovesné Kladruby, Milhostov, Martinov, Chotěnov, Vysočany, Holubín, Dolní Kramolín e Pístov a sud.